# Stazione meteorologica di Vasto Punta Penna
La stazione meteorologica di Vasto Punta Penna è la stazione meteorologica di riferimento relativa all'omonima località costiera del comune di Vasto.

## Coordinate geografiche
La stazione meteorologica si trova nell'area climatica dell'Italia meridionale, in cui è compreso l'intero territorio regionale dell'Abruzzo, in provincia di Chieti, nel comune di Vasto, in località Punta Penna, a 24 metri s.l.m. e alle coordinate geografiche 42°10′N 14°42′E.

## Dati climatologici
In base alla media trentennale di riferimento 1961-1990, la temperatura media del mese più freddo, gennaio, si attesta a +7,7 °C; quella del mese più caldo, agosto, è di +24,6 °C. 
| Vasto Punta Penna  | Mesi | Mesi | Mesi | Mesi | Mesi | Mesi | Mesi | Mesi | Mesi | Mesi | Mesi | Mesi | Stagioni | Stagioni | Stagioni | Stagioni | Anno |
| Vasto Punta Penna  | Gen  | Feb  | Mar  | Apr  | Mag  | Giu  | Lug  | Ago  | Set  | Ott  | Nov  | Dic  | Inv      | Pri      | Est      | Aut      | Anno |
| ------------------ | ---- | ---- | ---- | ---- | ---- | ---- | ---- | ---- | ---- | ---- | ---- | ---- | -------- | -------- | -------- | -------- | ---- |
| T. max. media (°C) | 10,4 | 10,8 | 13,9 | 17,1 | 21,6 | 25,4 | 28,1 | 28,5 | 25,2 | 20,6 | 15,8 | 12,7 | 11,3     | 17,5     | 27,3     | 20,5     | 19,2 |
| T. min. media (°C) | 5,0  | 5,2  | 7,5  | 10,2 | 13,8 | 17,8 | 20,3 | 20,6 | 18,3 | 14,4 | 10,5 | 7,2  | 5,8      | 10,5     | 19,6     | 14,4     | 12,6 |